# Plebiscito constitucional de Uruguay de 1934
El 19 de abril de 1934 se realizó un plebiscito constitucional en Uruguay. junto a las elecciones legislativas. La nueva constitución fue aprobada con el 95.75% de los votos.

## Antecedentes
Una serie de conflictos entre el Consejo Nacional de Administración y el presidente Gabriel Terra llevaron a Terra a liderar un autogolpe el 31 de  marzo de 1933. Terra instituyó un gobierno que suspendió la constitución de 1918 y el 25 de junio de 1933 se celebraron elecciones para una Asamblea constituyente. Las distintas facciones del Partido Colorado emergieron como el grupo más numeroso en la Asamblea, ganando 151 de los 284 constituyentes.

## Nueva constitución
La nueva constitución abolió el Consejo Nacional de Administración y transfirió su poder al presidente, con esto el presidente también se convirtió en jefe de gobierno. Otros cambios incluyeron que el Senado se dividiera por igual entre los dos partidos que recibieran la mayor cantidad de votos, y permitió que el electorado proponga enmiendas constitucionales(si recibía un apoyo mínimo del 20% de este).

## Resultados
| Opción                             | Votos   | %     |
| ---------------------------------- | ------- | ----- |
| A favor                            | 228,145 | 95.75 |
| En contra                          | 10,124  | 4.25  |
| Inválidos/votos en blanco          |         | -     |
| Total                              | 238,269 | 100   |
| Votantes Registrados/participación | 422,865 | 56.34 |
| Fuente: Democracia Directa         |         |       |